# Polyphagie (Ökologie)
Als polyphag werden Tiere mit einem breiten Nahrungsspektrum bezeichnet. Die Polyphagie (von altgriechisch πολυφαγία polyphagía, deutsch ‚das Vielessen‘) steht der Oligophagie und der Monophagie gegenüber.
So sind polyphage Pflanzenfresser Tiere, die zwar keine Allesfresser im Sinne von Fleischfresser und Pflanzenfresser zu sein brauchen, die aber im Gegensatz zu monophagen Pflanzenfressern viele verschiedene Pflanzenarten zu ihrer Ernährung nutzen.